# Кубок мира по футболу среди военнослужащих
Кубок мира по футболу среди военнослужащих — футбольное соревнование для национальных сборных военнослужащих. Организуется Международным советом военного спорта. Турнир проводится с 1946 года и сначала носил название Чемпионат мира по футболу среди военнослужащих. Начиная с розыгрыша 2001 года название было изменено. Когда было создано Всемирные игры военнослужащих в 1995 году, футбольный чемпионат также было в него включено, но как и раньше этот футбольный турнир проводится независимо друг от друга каждые два года.
Женский чемпионат мира по футболу среди военнослужащих, было основано в 2001 году.

## История
Первые такие игры состоялись в Праге (Чехословакия) в 1946 году под эгидой Спортивного Совета Вооруженных сил, который в 1948 году сменил название на Международный совет военного спорта. В первом розыгрыше Великобритания стала победительницей, а Чехословакия заняла второе место. В 1995 году было основано Всемирные игры военнослужащих, в состав которого было включено и футбольное соревнование.

## Формат
С 2013 года чемпионат мира разделен на 2 отдельные соревнования. Чемпионат мира по футболу CISM проходит один раз в четыре года, 2-й розыгрыш Кубка состоится в 2017 году в Маскате (Оман). Кроме того, в течение 4 года на Всемирных играх военнослужащих проходит футбольный турнир под названием Чемпионат мира среди военнослужащих.

## Квалификация
Квалификационные турниры состоят из:
| Конфедерация | Чемпионат                                          |
| ------------ | -------------------------------------------------- |
| Азия         | Квалификационный турнир азиатских военнослужащих   |
| Африка       | Кубок Африки среды военнослужащих                  |
| Америка      | Кубок Америки среды военнослужащих                 |
| Европа       | Квалификационный турнир европейских военнослужащих |

## Результат

### Мужчины

#### Чемпионат мира по футболу среди военнослужащих
В 1995 году начал проводиться футбольный турнир, который стал частью Всемирных игр военнослужащих, которые проходят раз в четыре года. Этот турнир считается частью чемпионата мира.
- ↑  Турнир проходит по системе круга и определяет итоговое положение
- ↑  Только три команды выступали в финальной группе
- ↑  Турнир состоялся в Французском Алжире
- * Проходит как часть Всемирных игр военнослужащих
- ↑  Турнир проходит по системе круга и определяет итоговое положение
- * Проходит как часть Всемирных игр военнослужащих

| 1946 Детально | Прага      | Англия  |  | Чехословакия | Бельгия |  |            |
| 1947 Детально | Ганновер   | Бельгия |  | Нидерланды   | Дания   |  |            |
| 1948 Детально | Копенгаген | Франция |  | Бельгия      | Дания   |  | Люксембург |